# Агатон Скитски
Преподобни Агатон је био велики мисирски подвижник из 5. века.
Савременик Светог Макарија и ученик Светог Лота. Старао се испунити све заповести Божје. Неко од братије похвали му један ножић, којим је секао пруће за котарице. Чувши похвалу светитељ с радошћу пружи томе брату ножић на дар. Још је говорио Свети Агатон: „За мене би било задовољство кад бих могао узети себи тело некога губавца, а њему дати моје“.
Српска православна црква слави га 2. марта по црквеном, а 15. марта по грегоријанском календару.